# Уильямс, Сунита
Суни́та Лин Уи́льямс (англ. Sunita Lyn Williams; род. 19 сентября 1965) — офицер ВМС США, астронавт НАСА. В своём первом космическом полёте продолжительностью 194 суток 18 часов 03 минуты 14 секунд (10.12.2006 — 19.06.2007) она установила рекорд по продолжительности непрерывного пребывания женщины в космическом полёте, который был превзойдён итальянкой Самантой Кристофоретти в 2015 году (199 суток).
Сунита Уильямс в настоящее время является рекордсменкой среди женщин по суммарному времени работы в открытом космическом пространстве (62 часа 6 минут),  совершив девять выходов в открытый космос.
Она уступает первенство только Пегги Уитсон, летавшей в составе экипажа МКС-51 и МКС-52 (17.11.2016 — 03.09.2017), которой  принадлежит рекорд по суммарной продолжительности  пребывания женщины в космическом полёте (675 суток 3 часа 48 минут) и по общему количеству  выходов в открытое пространство (10 выходов общей  продолжительностью  60 часов и 19 минут).
Является радиолюбителем, позывной КD5РLB.[значимость факта?]

## Биография
Сунита Лин Пандья родилась 19 сентября 1965 года в городе Юклид (Огайо) в семье уроженца индийского штата Гуджарат, известного специалиста по анатомии нервной системы, Дипака Пандья (Deepak Pandya) и его жены-словенки Бонни.
В 1983 году Уильямс окончила среднюю школу Нидема (Needham High School) в Массачусетсе. В 1987 году она получила степень бакалавра физических наук в Военно-морской академии США. В 1995 году стала магистром наук Технологического института Флориды (en:Florida Institute of Technology).

### Военная служба
Службу на флоте, в командовании береговыми системами Военно-морских сил, начала в мае 1987 года. В ноябре получила квалификацию офицера-водолаза. Затем приступила к начальной лётной подготовке и в июле 1989 году стала лётчиком ВМС. Перейдя в вертолётные войска, приняла участие в ряде боевых операций (в том числе «Щит пустыни») и спасательно-восстановительных работах (ликвидация последствий урагана Эндрю в 1992 году).
Весь 1993 год проходила подготовку в Школе лётчиков-испытателей ВМС США (en:United States Naval Test Pilot School). В январе 1994 года получила назначение в Управление испытаний винтокрылых аппаратов в качестве руководителя испытаний вертолёта H-46 и пилота конвертоплана V-22 Osprey. Также испытывала другие модели авиационной техники. В декабре 1995 года вернулась в Школу лётчиков-испытателей. До зачисления в отряд астронавтов служила в авиагруппе в Норфолке.

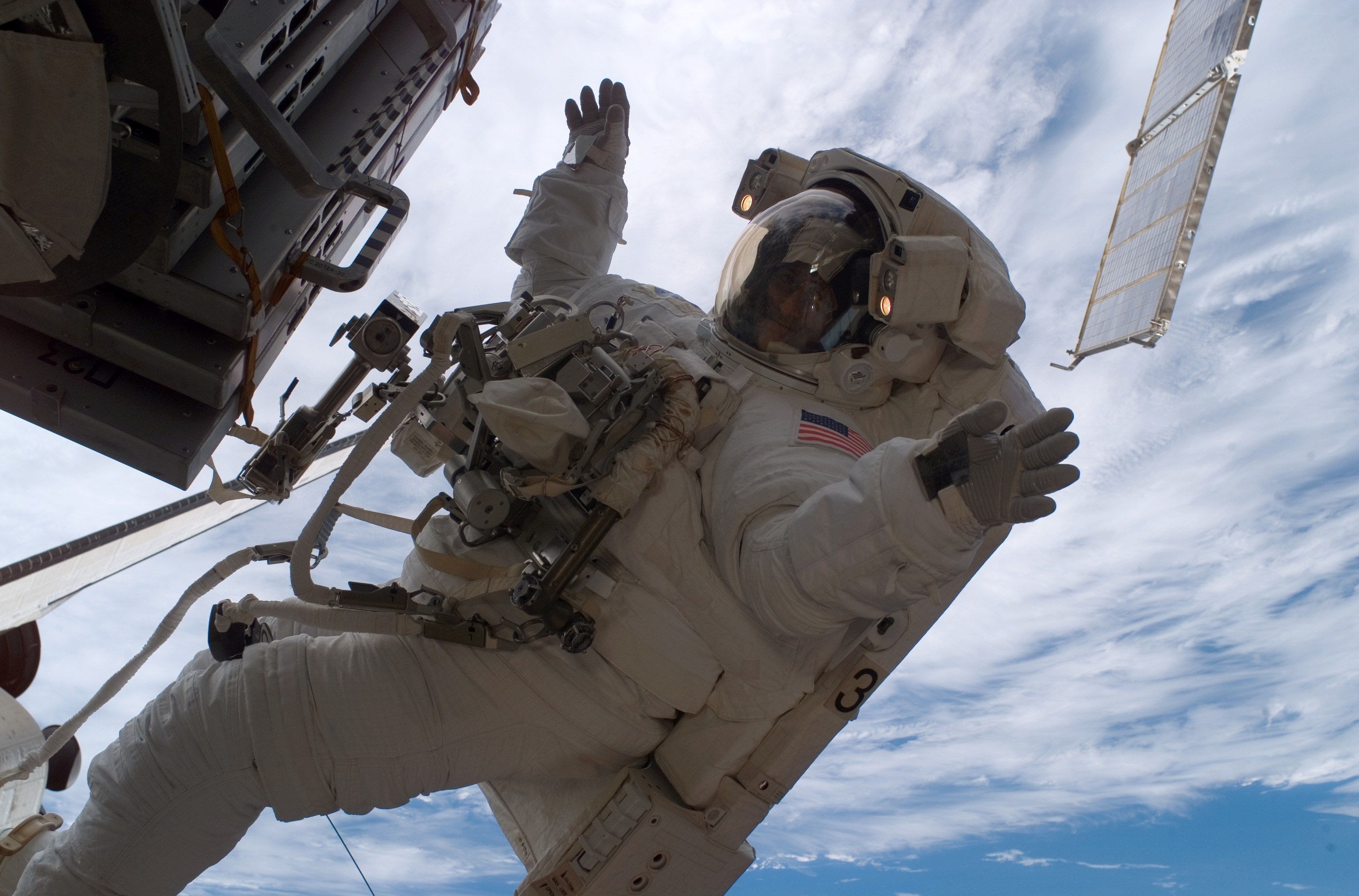
Уильямс в открытом космосе.

### Работа в НАСА
В июне 1998 года Уильямс была зачислена в 17-й отряд астронавтов НАСА, в августе начала курс подготовки и через год получила квалификацию специалиста полёта. После этого она была направлена в Россию в качестве представителя НАСА при Росавиакосмосе во время полёта первой экспедиции на Международную космическую станцию. Затем приняла участие в нескольких научно-технических проектах.
В мае 2002 года участвовала в миссии НАСА по операциям в экстремальной окружающей среде (NEEMO 2), живя и работая под водой в течение 7 дней.
В ноябре 2002 года Суниту Уильямс включили в состав дублирующего экипажа 10-й экспедиции на МКС в качестве научного специалиста. В основной экипаж она попала в декабре 2003 года, но из-за задержек с возобновлением регулярных полётов шаттлов её вывели из состава экипажа 12-й экспедиции. Свой первый полёт в космос Уильямс удалось совершить в 2006 году. Она вошла в состав основного экипажа 14-й экспедиции вместе с Майклом Лопесом-Алегриа и Михаилом Тюриным.

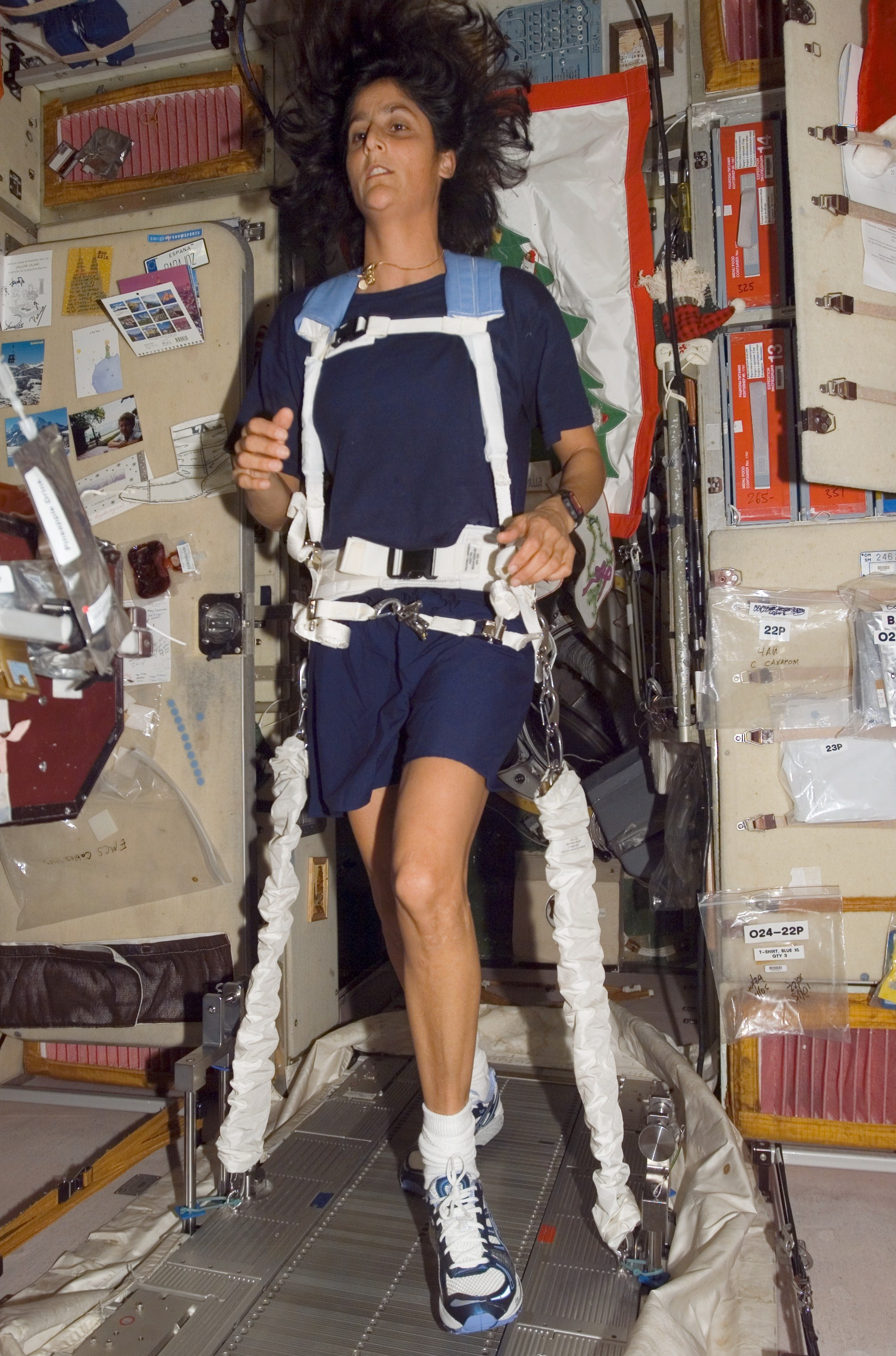
Марафон в космосе, 16 апреля 2007 года.

### 14-я и 15-я экспедиции
14-я экспедиция стартовала 10 декабря 2006 года на шаттле Discovery STS-116. Стыковка с МКС состоялась 11 декабря. Уильямс заменила второго бортинженера Томаса Райтера. В связи с изменением графика полётов шаттлов в отношении Уильямс было принято решение оставить её в составе экипажа следующей экспедиции на МКС.
За неполных 195 дней Уильямс четырежды выходила в открытый космос (16.12.2006, 31.01.2007, 04.02.2007, 08.02.2007). Во время выходов были осуществлены работы по обеспечению станции электроснабжением и теплозащитой.
Во время своего пребывания на орбите Уильямс 16 апреля 2007 года приняла заочное участие в марафоне, который ежегодно проводится в Бостоне. Для марафонского пробега в условиях невесомости был сооружён специальный тренажёр. Уильямс с нагрудным номером 14000 стартовала одновременно с остальными участниками марафона, когда станция находилась над Тихим океаном, а финишировала над территорией России. На преодоление 42 километров 195 метров Уильямс затратила 4 часа 23 минуты.
19 июня 2007 года ей на смену прибыл бортинженер-2 Клейтон Андерсон. 23 июня Уильямс прибыла на Землю на борту Atlantis STS-117.

### Работа в составе МКС-32 и МКС-33
Во второй полёт Сунита Уильямс отправилась 15 июля 2012 года на корабле Союз ТМА-05М в качестве бортинженера, на МКС приняла на себя обязанности бортинженера МКС-32, а затем командира МКС-33, став тем самым второй женщиной-командиром станции.
Уильямс трижды выходила в открытый космос совместно с японским астронавтом Акихико Хосидэ, установив женский рекорд по количеству выходов (семь) и суммарной их длительности (49 ч 40 мин).
Полёт завершился 19 ноября 2012 года, его продолжительность составила 126 суток 23 часов 13 минут 27 с.
Суммарное время, проведённое Сунитой Уильямс в двух космических полётах, — 321 сутки 17 часов 15 минут 30 с.

### Полёт в составе экипажаStarlinerиSpaceX Crew-9
5 июня 2024 года в 14:52 UTC (17:52 мск) стартовала вместе с Барри Уилмором на американском частном корабле Starliner Boe-CFT к МКС. Пуск ракеты-носителя Атлас-5 N22 (AV-085) с пилотируемым космическим кораблём Starliner (CFT mission) выполнен с площадки SLC-41 станции КС США «Мыс Канаверал» (штат Флорида, США) стартовыми командами компании United Launch Alliance при участии специалистов НАСА и боевых расчётов 45-го Космического крыла Космических сил США.
6 июня 2024 года в 15:45 UTC астронавты перешли на станцию, присоединившись к членам экипажа 71-й экспедиции МКС.
В сентябре 2024 года, в связи с техническими проблемами  космического корабля Starliner  и отправкой  его на Землю в автоматическом режиме 6 сентября 2024,  астронавты NASA Cунита Уильямс и Барри Уилмор были включены в состав постоянной экспедиции МКС-72. Для возвращения  на Землю для них было зарезервировано два пустых места на корабле Crew Dragon  миссии SpaceX Crew-9, который прибыл на МКС 30 сентября 2024 года.
С 22 сентября 2024 года по 7 марта 2025 года Сунита Уильямс во второй раз была командиром Международной космической станции, возглавив экспедицию МКС-72. 7 марта 2025 МКС-72 возглавил российский космонавт-испытатель Алексей Овчинин.
16 января 2025 года Сунита Уильямс восьмой раз в карьере вышла в открытый космос вместе с астронавтом Ником Хейгом, чтобы провести техническое обслуживание станции. Продолжительность составила ровно 6 часов.
30 января 2025 года находящиеся на борту Международной космической станции (МКС) астронавты NASA Cунита Уильямс и Барри Уилмор совершили запланированный выход в открытый космос, продолжительность которого составила 5 часов 26 минут. По его итогам Сунита Уильямс установила новый рекорд среди женщин по общему времени пребывания в открытом космосе (62 часа 6 минут за 9 выходов в открытый космос).
Суни Уильямс, которая провела в космосе на Международной космической станции (МКС) более девяти месяцев вместе с Барри Уилмором, вечером во вторник, 18 марта 2025 года в 23:57:07 UTC вернулась с ним, а также с Ником Хейгом и  Александром Горбуновым на Землю в капсуле космического корабля Crew Dragon миссии Crew-9 компании SpaceX после 17-часового полета с МКС.  Продолжительность третьего полёта составила 286 суток 09 часов 04 минут 14 секунд.
Суммарное время, проведённое Сунитой Уильямс в трёх  космических полётах — 608 сут 02 ч 19 мин 32 с.

## Награды
- Падма Бхушан (Индия, 2008 год)[19]
- Медаль «За заслуги в освоении космоса» (Россия, 12 апреля 2011 года) — за большой вклад в развитие международного сотрудничества в области пилотируемой космонавтики[20]
- Медаль «За заслуги» (Словения, 2013 год)[21]

## Семья
Она замужем за Майклом Уильямсом, с которым познакомилась во время испытаний вертолётов в годы начала их карьеры. Детей у пары нет. Семья держала собаку породы джек-рассел-терьер по кличке Горби (Gorby).
В 2012 году Уильямс выразила желание принять в семью девочку из индийского Ахмадабада. Пока нет достоверных данных о реализации этого желания.